# سيوسة مرده (مقاطعة دهغلان)
سيوسة مرده (بالفارسية: سی‌وسه مرده) هي قرية تقع في قسم ايلان الشمالي الريفي (مقاطعة دهغلان) في إيران. يقدر عدد سكانها بـ 55 نسمة .